# بیشکوویتسه
بیشکوویتسه (به چکی: Býškovice) یک منطقهٔ مسکونی در جمهوری چک است که در ناحیه پرروف واقع شده‌است. بیشکوویتسه ۵٫۹۹ کیلومتر مربع مساحت و ۳۸۷ نفر جمعیت دارد و ۲۷۸ متر بالاتر از سطح دریا واقع شده‌است.